# Ichneumon varex
Ichneumon varex là một loài tò vò trong họ Ichneumonidae.